# Сарымсакты
Сарымсакты (Сарым-Сакты; каз. Сарымсақты) — горный хребет на южном Алтае. Длина — около 60 км. Максимальная высота — 3373 м (г. Беркутаул). На севере ограничен долиной реки Бухтармы, на юге р. Курчум и Курчумским хребтом. На востоке граничит с хребтом Тарбагатай, на юго-востоке с хребтом Южный Алтай. Находится на территории Катон-Карагайского района Восточно-Казахстанской области.
Сложен эффузивами, туфами, глинистыми сланцами, песчаниками, гранитами. Ледники (площадью 1 км²). Северный склон крутой, сильно расчленённый, до высоты 1900—2100 м — леса, южный — более пологий, покрытый остепнёнными кустарниковыми лугами, переходящими в субальпийские и альпийские луга и горную тундру.